# Józefów (gromada w powiecie wołomińskim)
Józefów (od 31 XII 1961 Kuligów) – dawna gromada, czyli najmniejsza jednostka podziału terytorialnego Polskiej Rzeczypospolitej Ludowej w latach 1954–1972.
Gromady, z gromadzkimi radami narodowymi (GRN) jako organami władzy najniższego stopnia na wsi, funkcjonowały od reformy reorganizującej administrację wiejską przeprowadzonej jesienią 1954 do momentu ich zniesienia z dniem 1 stycznia 1973, tym samym wypierając organizację gminną w latach 1954–1972.
Gromadę Józefów z siedzibą GRN w Józefowie utworzono – jako jedną z 8759 gromad na obszarze Polski – w powiecie wołomińskim w woj. warszawskim, na mocy uchwały nr VI/10/23/54 WRN w Warszawie z dnia 5 października 1954. W skład jednostki weszły obszary dotychczasowych gromad Cisie, Czarnów, Józefów, Kuligów, Kowalicha i Ślęzany oraz wieś Ostrówek z dotychczasowej gromady Kołaków ze zniesionej gminy Dąbrówka w tymże powiecie. Dla gromady ustalono 16 członków gromadzkiej rady narodowej.
31 grudnia 1959 do gromady Józefów przyłączono wsie Kołaków i Teodorów ze znoszonej gromady Guzowatka oraz wieś Marianów ze znoszonej gromady Słopsk tymże powiecie.
31 grudnia 1961 gromadę Józefów zniesiono przenosząc siedzibę GRN z Józefowa do Kuligowa i zmieniając nazwę jednostki na gromada Kuligów.